# زولاندر 2
زولاندر 2 (بالإنجليزية: Zoolander No. 2)‏ هو فيلم كوميدي أمريكي من بطولة وإخراج بن ستيلر، ومن المقرر صدوره في الولايات المتحدة في 12 فبراير 2016. وهو الجزء الثاني لفيلم زولاندر.

## القصة
يحاول كل من «زولاندر» و«هانسل» العمل من جديد في مجال الأزياء، ولكن إحدى الشركات تقوم بمواجهتهم وتحاول بشتى الطرق بالعمل على إخراجهم من هذا المجال كون مصالحها تتعارض معهم، فينتج عن ذلك الكثير من المواجهات التي تتم بطابع كوميدي مضحك.

## الممثلون
- بن ستيلر بدور ديرك زولاندر.[4]
- أوين ويلسون بدور هانسل ماكدونالد.[4]
- ويل فيريل.[5]
- بينيلوب كروز.[6]
- كريستين ويج.[7]
- فريد آرميسين.[8]
- كريستين تايلور.[9]
- سايروس أرنولد بدور ديرك زولاندر الصغير.[10]
- بيلي زين يمثل شخصيته.[11]
- جاستن بيبر يمثل شخصيته.[12]
- كايل موني.[13]
- كاني ويست.[14]
- كيم كارداشيان.[14]
- بيك بينيت.[15]
- ناثان لي جراهام.[16]
- ميلا جوفوفيتش.
- أريانا غراندي.[17]
- ماكولي كولكين يمثل شخصيته.
- مايلي سايروس تمثل شخصيتها.
- ديمي لوفاتو تمثل شخصيتها.
- كاتي بيري تمثل شخصيتها.
- أشر يمثل شخصيته.
- ليني كرافيتز يمثل شخصيته.
- جو جوناس
- ميكا.[18]
- بنديكت كومبرباتش.[19]
- لويس هاميلتون يمثل شخصيته.[20]

## روابط خارجية
- زولاندر 2 على موقع IMDb (الإنجليزية)
- زولاندر 2 على موقع ميتاكريتيك (الإنجليزية)
- زولاندر 2 على موقع روتن توميتوز (الإنجليزية)
- زولاندر 2 على موقع نتفليكس (الإنجليزية)
- زولاندر 2 على موقع قاعدة بيانات الأفلام العربية
- زولاندر 2 على موقع ألو سيني (الفرنسية)
- زولاندر 2 على موقع أول موفي (الإنجليزية)
- زولاندر 2 على موقع بوكس أوفيس موجو (الإنجليزية)
- زولاندر 2 على موقع فيلمافينيتي (الإسبانية)
- زولاندر 2 على موقع قاعدة بيانات الأفلام السويدية (السويدية)